# 李增林 (1935年)
李增林（1935年—），男，河北武邑人，中华人民共和国学者、政治人物，西北第二民族学院教授、原院长，宁夏回族自治区政协原副主席，中国民主同盟中央委员会原常务委员。